# Парри, Чарльз Кристофер
Чарльз Кристофер Парри (англ. Charles Christopher Parry; 28 августа 1823, Админгтон, Уорикшир — 20 февраля 1890, Давенпорт, Айова) — англо-американский ботаник и врач. 

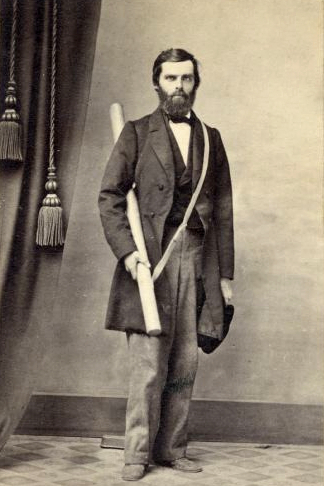
Чарльз Кристофер Пэрри (1865 год)

## Биография
Чарльз Кристофер Парри родился 28 августа 1823 года. Когда Парри было девять лет, его семья переехала из Англии в округ Вашингтон в штате Нью-Йорк. Получив степень доктора медицинских наук в 1846 году, Парри обосновался в Давенпорте в штате Айова в тот же самый год и начал свою медицинскую практику. Однако его основным интересом оказались ботанические исследования, а не медицина. В 1849 году Парри был назначен ботаником на американо-мексиканской границе и работал в этой должности в течение трёх лет. Опубликовал свои ботанические научные работы в самых разнообразных научных журналах и газетах. Чарльз Кристофер Парри умер 20 февраля 1890 года.  

## Научная деятельность
Чарльз Кристофер Парри специализировался на семенных растениях.

## Некоторые публикации
- Owen, DD; J Leidy, JG Norwood, CC Parry, H Pratten, BF Shumard, C Whittlesey. 1852. Report of a geological survey of Wisconsin, Iowa, & Minnesota & incidentally of a portion of Nebraska Territory. Ed. Lippincott, Grambo & Co. Dos vols., xxxviii, [42] — 638 pp.
- Emory, WH; SF Baird, G Englemann, J Hall, CC Parry, A Schott, J Torrey, TA Conrad, C Girard. 1857. Report on the US & Mexican boundary survey; made under the direction of the secretary of the Interior. Ed. A.O.P. Nicholson. 4º, viii, 174, (2) pp.
- Jones, WA; SE Blunt, TB Comstock, CL Heizmann, CC Parry, JD Putnam. 1875. Report upon the reconnaissance of northwestern Wyoming, including Yellowstone National Park, made in the summer of 1873. Ed. Gov. Print. Office. 8vo. 331 pp.